# Монумент Свободы (Стамбул)
Монумент Свободы (тур. Hürriyet Anıtı) — мемориал в честь воинов, погибших при защите парламента Османской империи от монархических сил в ходе контрпереворота 1909 года, особенно отмечены погибшие в инциденте 31 марта. Он расположен в районе Шишли, в Стамбуле (Турция).
Памятник был открыт в 1911 году, во вторую годовщину инцидента 31 марта. В комплексе также находятся могилы четырёх известных османских высокопоставленных чиновников, останки которые были перемещены сюда в более позднее время. Памятник, рассматриваемый сегодня как символ современности, демократии и светскости в Турции, служит иногда местом официальных церемоний и общественных собраний. 

## Описание
Памятник расположен на самом высоком холме (130 м над уровнем моря) стамбульского района Шишли, известном как Холм вечной свободы (тур. Hürriyet-I Ebediye Tepesi) (буквально Вечный Холм свободы). Ныне он находится в треугольной области, граничащей с тремя основными автомагистралями, связывающими Шишли и Чаглаян.
Проект монумента был разработан известным османским архитектором Музаффер Беем, выигравшим соответствующий архитектурный конкурс. Памятник, воздвигнутый в 1909—1911 годами, выполнен в виде ствола пушки, стреляющей в небо и установленной на равностороннем треугольном основании. По обе стороны мраморного основания высечены имена солдат, похороненных здесь. Памятник опоясывает тугра султана Мехмеда V Решата. Монумент расположен в центре парка с дорожками, образующими пятиугольную звезду, окружённую кругом, символизируя звезду и полумесяц на османском флаге.

## Захоронения

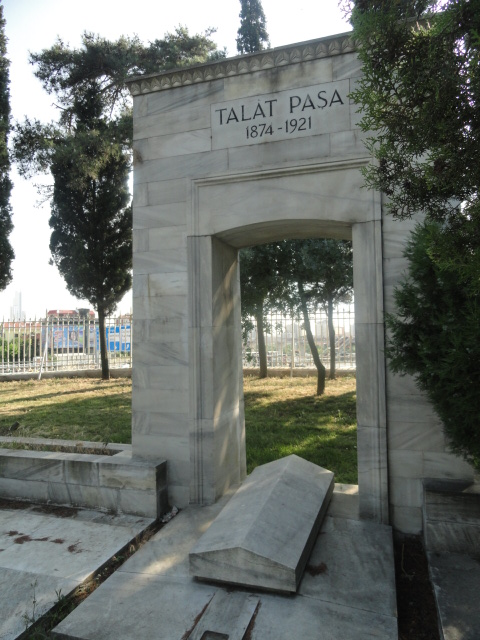
Могила Мехмеда Талаат-паши

На территории монумента были похоронены 74 солдата, погибших в ходе инцидента 31 марта. Государственная церемония захоронения их останков состоялась 23 июля 1911 года.
Позднее сюда были перенесены останки четырёх высокопоставленных чиновников Османской империи:
- Мидхат-паша, один из создателей первой османской конституции 1876 года и великий визирь, умер в изгнании в аравийском городе Эт-Таиф.
- Махмуд Шевкет-паша, возглавивший «Армию действия» (Hareket Ordusu ) во время подавления путча 1909 года, затем великий визирь, убит в 1913 году.
- Мехмед Талаат-паша, министр внутренних дел и великий визирь Османской империи, убитый в 1921 году. Его останки были привезены в 1943 году из Берлина (Германия).
- Энвер-паша, военный министр и начальник генштаба Армии Османской империи во время Первой мировой войны, погибший в Туркестане, чьи останки были перенесены сюда в 1996 году из Таджикистана[4]

## Точка притяжения
Это место служит местом проведения в Стамбуле демонстраций за демократию и соблюдение гражданских прав. Демонстрации в День труда, организованные профсоюзами, проводились вокруг этого места много лет после бойни на площади Таксим в 1977 году. 

## Логотип района Шишли
Вид памятника отображён в логотипе муниципалитета Шишли, используемым его властями.